# Гайпель, Бертольд
Бертольд Гайпель (нем. Berthold Geipel; 11 октября 1888, Плесна, Чехия — 26 января 1971, Мюнхен, Германия) — директор Эрфуртского арсенала.

## Жизнь и творчество
Жизнь и труд Бертольда Гайпеля связана с немецким «городом оружия» Эрфурт.
В 1926 г., бывший директор Эрфуртского арсенала Бертольд Гайпель и инженер-оружейник Генрих Фольмер основали фирму Эрма Верке (нем. Erma Werke).
По условиям Версальского договора от 28 июня 1919 года немецким оружейным фирмам было запрещено производить автоматическое оружие. Однако они нелегально проектировали и изготовляли такое стрелковое оружие.
Эрма Верке использовала основную конструкцию пистолет-пулемёта Хуго Шмайссера MP 36 и разработала на основе данной модели и затвора системы Фольмера известные немецкие автоматы Второй мировой войны MP 38 и MP 40. Было выпущено около 1,2 млн штук с 1938 по 1945 год, и от 750 до 900 тыс.штук после войны в ряде стран Европы (кроме Германии). Это оружие стало известно во многих странах под названием пистолет-пулемёт «Schmeisser-MP».